# الاتحاد الدولي للهوكي

شعار الاتحاد الدولي للهوكي.

الاتحاد الدولي للهوكي (بالإنجليزية: International Hockey Federation)‏ ، هو الاتحاد الرياضي المختص لرياضة الهوكي، أنشئت عام 1924م، ومقرها سويسرا.